# 德拉比尼夫卡
49°16′7″N 34°36′23″E / 49.26861°N 34.60639°E
德拉比尼夫卡（羅馬化：Drabynivka）是烏克蘭中部波爾塔瓦州波爾塔瓦區德拉比尼夫卡市镇内的村落及其行政中心。距離韋塞爾卡和沃夫基夫卡1.5公里，始建於1787年，面積2.66平方公里，海拔高度105米，2001年人口1,174。